# Обязательный экземпляр
Обяза́тельный экземпля́р — экземпляр различных видов тиражированных документов, подлежащий передаче его производителем в библиографирующие учреждения, крупные библиотеки и информационные центры в порядке, установленном государственным законодательством. На основе этой системы ведётся библиографический учёт издаваемой продукции и происходит пополнение фондов крупнейших библиотек в стране.
Существует два типа обязательных экземпляров — бесплатные, передаваемые на безвозмездной основе (то есть передаваемые за счёт самого издателя), и платные.

## История системы
Первоначально предоставление обязательного экземпляра имело целью установление контроля за печатью со стороны государства. Впервые обязательный экземпляр был введён ордонансом (получившем название «Монпельерский эдикт») короля Франциска I во Франции в 1537 году. Появление его в России относится к 1783 году: один экземпляр каждой изданной в стране книги предоставлялся Библиотеке Петербургской академии наук.
После Февральской революции 1917 года произошла реорганизация системы обязательных экземпляров и учреждена Российская книжная палата в Петрограде, в которую доставлялись семь комплектов печатных произведений, два из которых оставались здесь на вечное хранение, а остальные распределялись по библиотекам.
В 1920 году Российская книжная палата переведена в Москву под названием Центральная книжная палата РСФСР. В дальнейшем она стала Всесоюзной книжной палатой. Система платного обязательного экземпляра начала функционировать в СССР в 1932 году.
После окончания Великой Отечественной войны система обязательных экземпляров включала 398 комплектов изданий, в том числе 52 общесоюзных бесплатных, 52 бесплатных Госфонда литературы, 15 бесплатных республиканских и 279 платных.
В середине 1970-х годов распределение осуществлялось следующим образом:
- служба общесоюзного бесплатного контрольного экземпляра в составе Всесоюзной книжной палаты получала 15 комплектов основных видов печатных изданий;
- Центральный коллектор научных библиотек получал 180 общесоюзных комплектов платных обязательных экземпляров и обеспечивал комплектование около 300 центральных, отраслевых и др. библиотек.

Распределение обязательных экземпляров происходило по принципу универсальных — полных, профильных и дробных комплектов.

## Система обязательных экземпляров в России
В настоящее время системой обязательных экземпляров управляет Российская книжная палата (РКП).
Обязательный экземпляр — важный элемент книгоиздательства, выполняющий следующие задачи:
- осуществление национального библиографического учёта;
- подготовка универсальных библиографических источников;
- государственная регистрация отечественных документов;
- ведение национальной статистики печати;
- формирование общенационального библиотечного фонда;
- обеспечение международного книгообмена;
- информирование общества о новых документах;
- создание национального архива печати.

### Виды обязательных экземпляров
- издания — самостоятельно оформленные текстовые, нотные, картографические и изобразительные печатные документы, прошедшие редакционную обработку и имеющие выходные сведения;
- издания для слепых и слабовидящих — издания, изготовленные шрифтом Брайля, рельефно-графические издания, «говорящие книги», крупношрифтовые издания для слабовидящих, электронные издания для слепых;
- официальные документы — документы, принятые органами законодательной, исполнительной и судебной власти;
- аудиовизуальная продукция — фотографии, видеоматериалы, киноработы;
- электронные издания — компьютерные программы и электронные документы, прошедшие редакционную обработку и имеющие выходные сведения;
- неопубликованные документы — документы, содержащие результаты научно-исследовательской, опытно-конструкторской и технологической работы (диссертации, отчёты о научно-исследовательских, опытно-конструкторских технологических работах, депонированные научные работы, алгоритмы и программы);
- патентные документы — описания патентов и заявок на объекты промышленной собственности[3];
- программы для электронных вычислительных машин и базы данных на материальном носителе[4];
- стандарты[4].

### Библиотеки, в которые поступает обязательный экземпляр из РКП
1. Российская государственная библиотека, Москва.
2. Российская национальная библиотека, Санкт-Петербург.
3. Государственная публичная научно-техническая библиотека СО РАН, Новосибирск.
4. Дальневосточная государственная научная библиотека, Хабаровск
5. Библиотека Российской академии наук, Санкт-Петербург.
6. Парламентская библиотека Государственной думы Федерального собрания, Москва.
7. Библиотека Администрации президента РФ, Москва.
8. Библиотека Московского государственного университета[5], Москва.
9. Государственная публичная научно-техническая библиотека, Москва.
10. Московская государственная консерватория имени П. И. Чайковского. Научная музыкальная библиотека им. С. И. Танеева, Москва.
11. Всероссийская государственная библиотека иностранной литературы имени М. И. Рудомино, Москва.
12. Институт научной информации по общественным наукам Российской академии наук, Москва.
13. Библиотека по естественным наукам Российской академии наук, Москва.
14. Государственная публичная историческая библиотека России, Москва.
15. Всероссийский Институт научной и технической информации Российской академии наук, Москва.
16. Центр социально-политической истории, Москва.
17. Центральная научная сельскохозяйственная библиотека, Москва.
18. Политехнический музей, Центральная политехническая библиотека, Москва.
19. Центральная научная медицинская библиотека, Москва.
20. Российская государственная библиотека искусств, Москва.

Примечание: в соответствии с распоряжением Правительства Российской Федерации от 26 января 2021 г. №150-р Архивная копия от 5 августа 2021 на Wayback Machine в 2021 году функции Российской Книжной Палаты передаются Российской Государственной библиотеке.

## Система обязательных экземпляров в других странах
В США обязательный экземпляр получает Библиотека Конгресса в Вашингтоне.
В Великобритании обязательный экземпляр получает Бодлианская библиотека в Оксфорде.
Во Франции обязательный экземпляр изначально поступал в библиотеку французских королей. В 1667 году к книгам добавились офорты, в 1689 году — гравюры. В 1789 году обязательный экземпляр стал поступать во Французскую национальную библиотеку. В 1925 году в состав обязательного экземпляра вошла любая художественная графическая продукция, в 1941 году — плакаты, ноты и фотографии, в 1963 году — звукозаписи, в 1975 году — фотодокументы, в 1977 году — киноработы, в 1992 году — все виды документов независимо от носителя.
В Бельгии в соответствии с принятым в 1966 году законом как минимум один экземпляр любого издания должен передаваться в Королевскую библиотеку.
В Германии возможность добровольной отсылки экземпляра в Немецкую национальную библиотеку в Лейпциге существует с 1912 г., с 1935 г. отсылка экземпляра проводится в обязательном порядке. В наше время — необходимо отослать два экземпляра публикации (не позже, чем через неделю после выхода в свет) в один из филиалов Национальной библиотеки, один экземпляр поступает при этом в филиал Национальной библиотеки во Франкфурте-на-Майне, другой в Лейпцигский филиал Немецкой библиотеки. Кроме того, в соответствии с земельным законодательством необходимо отослать один экземпляр в главную библиотеку соответствующей федеральной земли, например, в Баварии соответствующий закон действует с 1663 года. Законодательство Германии предусматривает архивирование всех документов предназначенных для широкой общественности, включая обязательную архивацию веб-страниц и других электронных документов, связанных с ними.
В Швейцарии сдача обязательного экземпляра не регулируется законом, однако Швейцарская национальная библиотека имеет договорённости о сдаче экземпляра со многими издательствами в стране, таким образом публикации, распространяемые в частном порядке, не попадают в библиотеку.
Украинское законодательство предусматривает отправку обязательного экземпляра всех тиражированных документов. В зависимости от специфики публикации получателями, кроме национальных и специализированных библиотек и государственных органов в области информации, могут быть также Кабинет Министров Украины, Президент, Верховная Рада.